# Asynapteron equatorianum
Asynapteron equatorianum é uma espécie de besouro da família Cerambycidae. Foi descrita por Martins em 1960.